# Julián Simón
Julián Simón Sesmero (Villacañas, 3 de abril de 1987) é um motociclista profissional da Espanha, tendo 1.67 cm de altura e 56 kg de peso. 

## Carreira
Iniciou sua carreira em 2002 no GP da Espanha. Passou pelas equipes Honda (2002), Malaguti (2003), Aprilia (2004) e KTM (2005).